# Centre Federal de Societats Obreres de Palma
El Centre Federal de Societats Obreres de Palma va ser una unió d'associacions obreres de tendència republicana federal. Es va constituir a Palma el mes de desembre de 1869 i, poc després, influïda per La Federació de Barcelona, s'adherí a l'Associació Internacional de Treballadors (AIT) i més tard s'uní a les associacions de tendència anarquista bakuninista. En foren dirigents Francesc Tomàs Oliver, Miquel Paieres, Guillem Arbós, Josep Roca, Josep Còdol i Rafel Alemany. Arribà a tenir uns 2.000 afiliats.

## Els orígens
El grup de persones que formaren el Centre Federal havien estat membres del Partit Republicà Federal i el seu lligam amb aquesta formació es va mantenir fins a mitjan 1870. Les reunions de les societats de resistència i la constitució del mateix Centre se celebraren al local del Casino Republicà. La revista dels republicans El Iris del Pueblo va reproduir sovint les opinions d’'El Obrero i avisos de les societats obreres. La influència de La Federación de Barcelona va ser molt important (l'agost de 1869 tenia 50 subscriptors a Mallorca).

## Integració dins l'AIT
Els obrers del Centre Federal es declaraven anarquistes en política, col·lectivistes en economia i ateus en religió. S'organitzaren associacions obreres a sa Vileta, Llucmajor, Selva i Pollença, i en tenien adherides més de vint de sabaters, fusters, picapedrers i ferrers, entre altres oficis. Publicaren El Obrero, órgano de los que ganan el pan con el sudor de su frente, primera publicació obrera de les Balears.
Alguns dels obrers d'aquest centre s'adheriren a l'Aliança de la Democràcia Socialista. El Centre participà en el Primer Congrés Obrer Espanyol de la Federació Regional Espanyola de l'AIT (Barcelona, 1870), a través d'una ponència de Francesc Tomàs sobre la situació de la classe obrera a Palma.
El mes de maig de 1870 hi havia al Centre 22 societats adherides. Al Congrés de Barcelona hi foren representats 1.670 obrers de Ciutat. Davant la guerra francoprussiana el Centre va publicar un manifest condemnatori, A los obreros franceses y alemanes en particular y a todos los obreros en general.

## Crisi i il·legalització
El fracàs d'una cooperativa de consum i producció (La Emancipación) provocà una situació econòmica difícil. Els republicans aprofitaren l'ocasió per atacar Francesc Tomàs com a responsable de l'administració de la cooperativa. Tomàs també va ser expulsat de l'Escola Democràtica de Ciutat, de la qual era vicepresident. Als atacs s'hi afegí la persecució governativa. A finals d'octubre de 1870 El Obrero va ser suspès i el Centre, dissolt. Tomàs fou empresonat el gener de 1871.
Al començament de 1871 el Centre va patir una crisi, ja que les societats de mariners i teixidors abandonaren l'AIT. Amb tot, Tomàs, ja en llibertat, creà un Círculo Internacional de Trabajadores i mantingué l'activitat del Centre Federal. El 1872 edità un opuscle, Lo que es el partido republicano ante el obrero moderno, que va tenir una acollida important a tot l'Estat espanyol. Quan el maig de 1872 l'AIT va ser declarada il·legal, es varen clausurar els locals del Centre a Palma, i aquest s'hagué de reorganitzar en la clandestinitat, sobretot mitjançant l'Aliança de la Democràcia Socialista. El 1873 es va dur a terme bastant activitat sindical i les associacions obreres mantingueren la seva existència i, fins i tot, un cert creixement (sabaters). Amb el cop d'estat de 1874, el Centre restà dissolt, però continuà en la clandestinitat. De tota manera, el moviment obrer no va tornar a reaparèixer amb certa força a Mallorca fins al 1890, i ja sota la direcció de socialistes.